# سام مزراحي
سام مزراحي (مواليد 1971) هو مطور عقاري كندي إيراني المولد ينشط في تورونتو. يتولى مزراحي حاليًا رئاسة عدد من الشركات، بما في ذلك شركة مزراحي للتطوير، وشركة مزراحي، وشركة مزراحي إنتربرايزز. وقد اشتهر بأنه مطور ناطحة سحاب The One عند تقاطع شارعي Yonge وBloor في تورونتو. في عام 2015، صنفته مجلة تورينو لايف [الإنجليزية] في المرتبة 45 كأكثر شخص تأثيرًا في تورونتو.

## حياته

### طفولته
ولد مزراحي في طهران عام 1971 لأبوين يهوديين إيرانيين (شامويل وزيبا مزراحي). كان والده يملك ويدير متاجر في سوق طهران الشهير. هاجرت العائلة إلى كندا عام 1977 قبل عامين من الثورة الإيرانية عندما كان مزراحي في السادسة من عمره.

### حياته المهنية
في عام 1992، أسس مزراحي شركة للتنظيف الجاف عرفت باسم Dove Cleaners. تغير اسم الشركة في عام 2004 إلى DoveCorp وأصبحت مشهورة في مجال التنظيف الجاف بالتجزئة وتنظيف البياضات التجارية. في عام 2005 أدرج مزراحي الشركة في بورصة TSX Venture Exchange وأدارها حتى عام 2007 عندما خضعت لعملية إعادة الهيكلة.